# Zoelen (plantage)

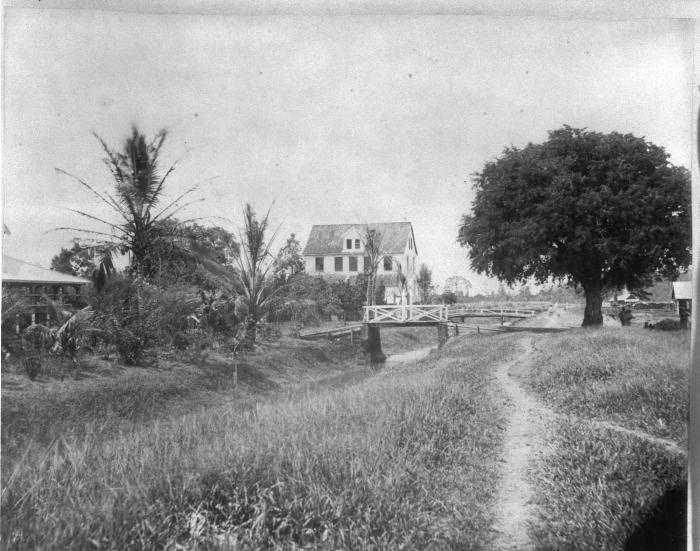
Plantage Zoelen

Zoelen was een Surinaamse plantage in het district Commewijne aan de Commewijnerivier. Zij lag tussen de plantages Voorburg en A la bonne heure.
Constantinus Gerardus Nobel en Willem Hendrik Pieck legden de plantage aan in 1749. Nobel was een Amsterdamse koopman. Hij was familie van twee andere Nobels in de buurt: Geertuida die de plantage Geertruidenberg in bezit had en Pieter Contantijn Rust en Werk ertegenover kocht in 1774. Pieck was van adellijke komaf. Hij was baron van Brakel en Zoelen, Heer van Aldenhaag, Enspijk en Munnikenland en ambtman van Beesd en Rhenoy. In 1732 trouwde hij met Johanna, een dochter van François van Aerssen van Sommelsdijck, en kleindochter van de Surinaamse gouverneur Cornelis van Aerssen van Sommelsdijck.
Bij de aanleg was deze plantage tweemaal zo groot als de meeste andere plantages die in dit gebied lagen. In 1768 werd Sigmund Vincent Lodewijk Gustaaf Koenen de eigenaar van deze plantage. Twee jaar eerder was hij in Suriname aangekomen en het daaropvolgende jaar trouwde hij met Johanna Dieulefit. Koenen was raadsheer van het Hof van Civiele Justitie. Nadat hij stierf in 1772 verkocht zijn vrouw de plantage in 1778 aan Jean Nepveu . Die droeg op zijn beurt de plantage over aan zijn dochter Martha Johanna, die getrouwd was met Jean Daniel de Meinertzhagen. Nadat haar man gestorven was, keerde Martha Johanna in 1782 terug naar haar vaderland, waar ze in 1794 in het huwelijk trad met Cornelis Karsseboom, voormalige raadfiscaal van Suriname.
De plantage werd in 1790 uitgebreid met 10 kettingen breed. Sinds circa 1817 werd omgeschakeld van suikerriet naar koffie omdat de grond uitgeput was geraakt.
In 1838 werd de plantage door de familie De Meinertzhagen verkocht aan Gustav Nicolaus Linck, die afkomstig was uit Hamburg en beschouwd werd als een van de grootste plantage-administrateurs van Suriname. In 1821 beheerde Linck dertien plantages waarvan zes zijn eigendom waren. Linck was administrateur van het bedrijf Insinger en Co, dat eigenaar was van daarvoor opgerichte negotiaties, die onder andere katoen-, suiker en cacaoplantages omvatten. De plantages werden beheerd door administrateurs zoals Linck, Q.G. Pichot en J.W.H. Kleine. Directeur Jacques Louis Guicherit kreeg in 1842 ontslag. Eerder was hij ook al eens ontslagen na een conflict met de slavenmachten. Vervolgens gebeurde hem dat in 1854 nogmaals toen hij de directie had over de plantage Nieuw Grond. Na Lincks dood ging het eigendom over naar dezelfde eigenaar als van Anna Catharina, Charlottenburg, Nieuw Grond en Wederzorg .
De Amsterdamse koopman Gijsbert Christiaan Bosch Reitz kocht de plantage in 1850. Hij had eerder ook al de naastliggende plantage Geertruidenberg in eigendom verkregen. Na de afschaffing van de slavernij in 1863 en de tien jaar staatstoezicht die daarop volgde, arriveerden in 1873 de eerste werknemers uit Brits-Indië. Van deze Javaanse contractarbeiders gingen verreweg de meesten aan het werk op de plantages Mariënburg en Zoelen.
De Javanen waren zeer gesteld op de naam van de plantage Zoelen die voor hen een betekenis had uit Nederlands-Indië, namelijk de plaats Solo uit Midden-Java. Vanaf 1882 werd De plantage werd in 1882 opgenomen in de Landbouw Maatschappij Commewijne. Dat bedrijf was opgericht door Jean Philippe Bosch Reitz; hij was een zoon van Gijsbert Christiaan. Het bedrijf verkocht suikerriet aan de pas opgestarte centraalfabriek van de Nederlandse Handel-Maatschappij te Mariënburg. De aandelen zijn in 1889 in handen gekomen van de Nederlandse Handel-Maatschappij en de plantage werd onderdeel van Mariënburg.

## Opstand van 1884
In 1884 bevond de wereld zich in een suikercrisis die werd veroorzaakt door de toename van concurrentie op de wereldmarkt. Terwijl contractarbeiders in Suriname al vaker hadden geklaagd dat het werk te zwaar was en de betaling te laag, reageerden sommige planters op de crisis door de lonen te verlagen en het werktempo op te voeren. Op Zoelen liep de onvrede op 5 september 1884 uit op incidenten. Hierbij werd districtscommissaris (dc) Jessurun van Beneden-Commewijne tijdens zijn bezoek met stokken in elkaar geslagen nadat hij zich aan de zijde van de directeur had geschaard. Een militair detachement nam Zoelen hierna in en voerde de leiders weg. Drie weken later liep een vergelijkbare opstand van Zorg en Hoop uit op zeven dodelijke slachtoffers.
A la bonne heure · Anna's Zorg · Akkerboom · Alliance · Alkmaar · Andresa · Auka · Andreesgift · Bantaskine · Barbados · Batavia · Beekenhorst · Belladrum · Bellevue · Belwaarde · Beninenburg · Berg en Dal · Bergen op Zoom · Berlijn (Commewijne) · Berlijn (Para) · Bethlehem · Boksweide · Boston · Botany Bay · Boxel · Bronswijk · Brouwerslust · Bruinendaal · Bucklebury · Buitenrust · Burnside · Cadrosspark · Caledonia · Campenburg · Cannewapibo · Catharina Sophia · Clevia  · Cliffort-Kokshoven · Clyde · Concordia · Concordia en een Kwart Lot · Courcabo · De Dageraad · De Goede Vriendschap · De Resolutie · De Vier Hendrikken · Diamond · Dijkveld · Domburg · Dordrecht · Eendragt · Elisabeth's Hoop · Ellen · L'Espérance (Nickerierivier) · L'Espérance (Surinamerivier) · Esthersrust · Fairfield · Fortuin · Flora · Florentia · Frederiksburg · Frederiksdorp · Frederikslust · Geertruidenberg · Geyersvlijt · Glensander · Gloria · Groot Chatillon · Groot Marseille · Guadeloupe · Hague · Hamburg · Hamilton · Hamptoncourt · Hannover · Hazard · Hebron · Hecht en Sterk · Hooyland · Hope · Houttuin · Huntly · Huwelijkszorg · Inverness · Jagtlust · Jodensavanne · Johan & Margaretha · Johanna Catharina · Johanna Maria · Johannesburg · John · Katwijk · Kent · Kerkshoven · Killenstein · Klein Bellevue · Kleinhoop · Krappahoek · Kroonenburg · Kwatta · La Jalousie · La Prosperité · La Rencontre · La Ressource (Saramacca) · La Ressource (Surinamerivier) · La Singularité · Laarwijk · Leasowes · Leliëndaal · Leonsberg · Livorno · Longmay · Lunenburg · Lust en Rust · Lustrijk · Maasstroom · Margarethenburg · Maria Petronella · Mariënbosch · Mariënburg · Margaretha's Gift · Mary's Hope · Meerzorg · Merveille · Moed en Kommer · Mon Bijou · Mon Souci · Mon Trésor · Monnikendam · Mopentibo · Morgenster · Moy · Nieuw Mocha · Nieuwzorg · Nieuwe Aanleg · De Nieuwe Grond · Nijd en Spijt · Novar · Nursery · Nut en Schadelijk · Onoribo · Onverwacht · Oranibo · Ornamibo · Overbrug · Overtoom 
· Oxford · Palestina · Paradise · Persévérance · Petersburg · Picardië · Peperpot · Pieterszorg · Plaisance · Poelwijk · Potosie · Purmerend · Reijnsdorp · Reijnsfort · Rijnberk · Roosenburg · Rorac · Rust en Werk · Rustenburg · Saltzhalen · Sans Souci · Saphir · Sarah · Sardam · Schaapstede · Schoonoord · Sinabo en Gelre · Sint Barbara · Sint Eustatius · Slootwijk · Sorgvliet · Spieringshoek · Standvastigheid · Suidwijn · Suzanna's Daal · Toevlugt (Surinamerivier) · Tout Lui Faut · Toledo · Totness · Tyronne · 't Vertrouwen · Victoria · Vierkinderen · Visserszorg · Voorburg · Voorzorg (Saramacca) · Vossenburg · Vredenburg · Vriendsbeleid en Ouderzorg · Vreeland · Waltonhall · Waldijk · Waterloo · Wederzorg · Welbedacht · Welgelegen (Commewijne) · Welgelegen (Coronie) · Welgevallen · Weltevreden · Wolffs Capoerica · Wolfenbüttel · 't Ylant · Zoelen · Zorg en Hoop (hout) · Zorg en Hoop (indigo) · Zorg en Hoop (katoen) · Zorg en Hoop (suiker)